# Neurois cadioui
Neurois cadioui är en fjärilsart som beskrevs av Márton Hreblay och Ronkay 1998. Neurois cadioui ingår i släktet Neurois och familjen nattflyn. Inga underarter finns listade i Catalogue of Life.